# Guy Harpigny
Guy Harpigny (ur. 13 kwietnia 1948 w Luttre) – belgijski biskup rzymskokatolicki, biskup diecezjalny Tournai od 2003.

## Życiorys
Święcenia kapłańskie otrzymał 7 lipca 1973 i został inkardynowany do diecezji Tournai. Przez kilka lat był wikariuszem w Marchienne-au-Pont, zaś od 1980 pracował jako wykładowca seminarium w Tournai (był także profesorem katolickich uczelni w Lille oraz w Charleroi). W 1997 otrzymał nominację na proboszcza w Mons, uzyskując także tytuł dziekana tamtejszego rejonu.
22 maja 2003 papież Jan Paweł II mianował go biskupem diecezjalnym Tournai. Sakry biskupiej udzielił mu kard. Godfried Danneels.